# Casemate de l'Aschenbach
La casemate de l’Aschenbach est une casemate d'infanterie d'intervalle de la ligne Maginot à deux chambres de tir. La casemate est situé sur la commune d’Uffheim. Elle comporte par chambre de tir : deux créneaux en échelons refusés, un pour canon antichar et un pour mitrailleuse Hotchkiss Mle 1914.

## Description
La casemate est de type STG A1 à flanquement double.
L'intérieur s'organise sur deux niveaux, dans lesquels on trouve :
- une entrée pour les hommes ;
- une entrée pour les matériels ;
- un couloir d'entrée ;
- deux chambres de repos ;
- deux chambres de tir ;
- un local téléphonique ;
- des latrines ;
- un puits d'accès à la cloche GFM ;
- un puits d'eau potable ;
- un local souterrain pour le moteur et le système de filtres.

## Armement
Les deux chambres de tir sont armées chacune d'un canon de 47 mm de marine Mle 1902.
Pour sa défense rapprochée, la casemate dispose de quatre fusils-mitrailleurs de 7,5 mm et d’une cloche GFM type B.
Trois goulottes lance-grenades sont placées aux angles morts.

## État actuel
La casemate a été restaurée par l’association Mémorial Ligne Maginot de Haute-Alsace. Les travaux ont commencé en 1990 pour s’achever en 2005. Aujourd’hui l’association propose des visites guidées en uniformes d’époque et organise un spectacle de reconstitution militaire,.
L’intérieur est aménagé comme à l'époque. L’association a aussi reconstitué un abri pour une tourelle démontable STG en avant de la casemate. Le dernier projet en date est un musée qui est intégré dans le talus de protection.

## Galerie

Casemate de l'Aschenbach
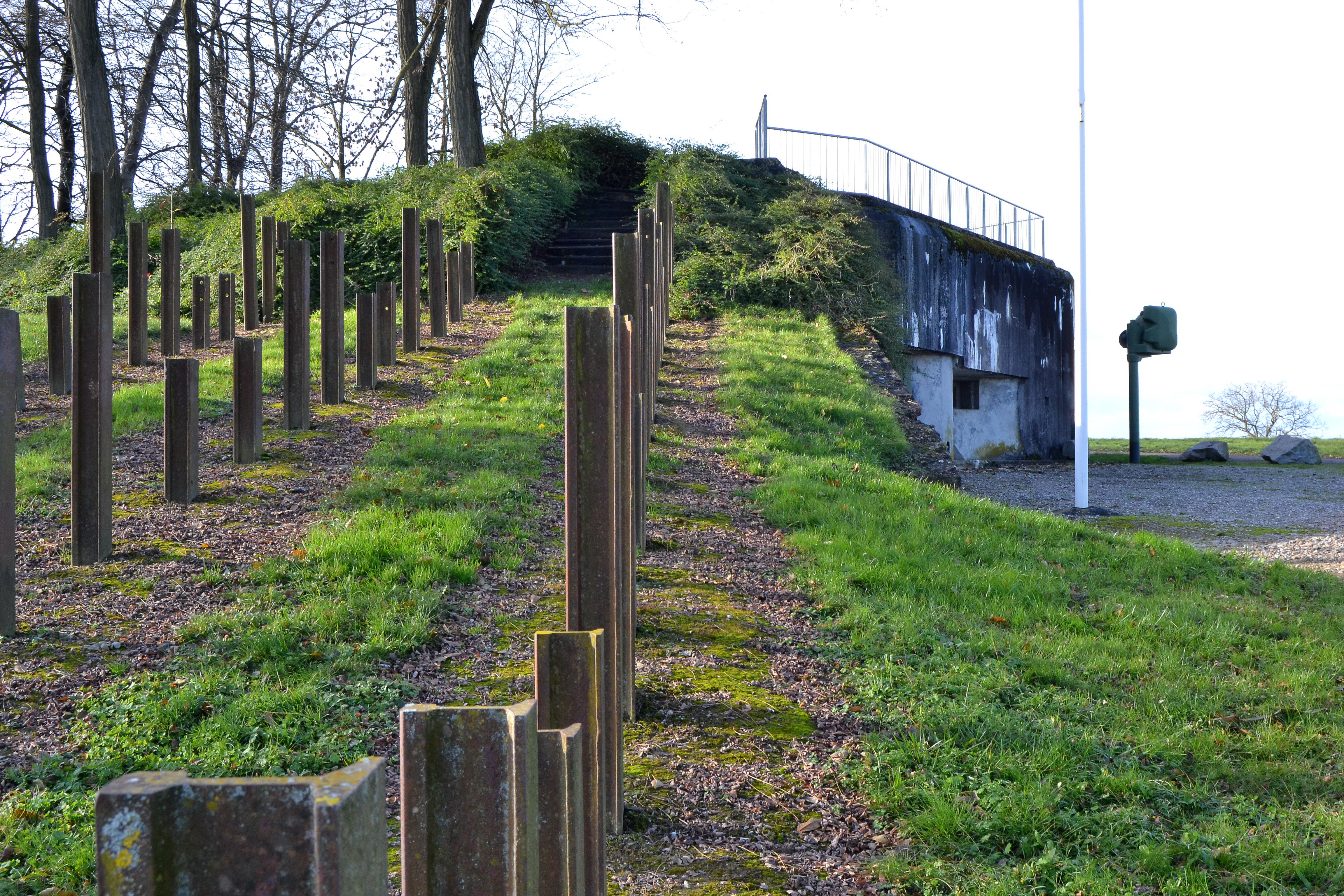
Rails anti-char et projecteur blindé.
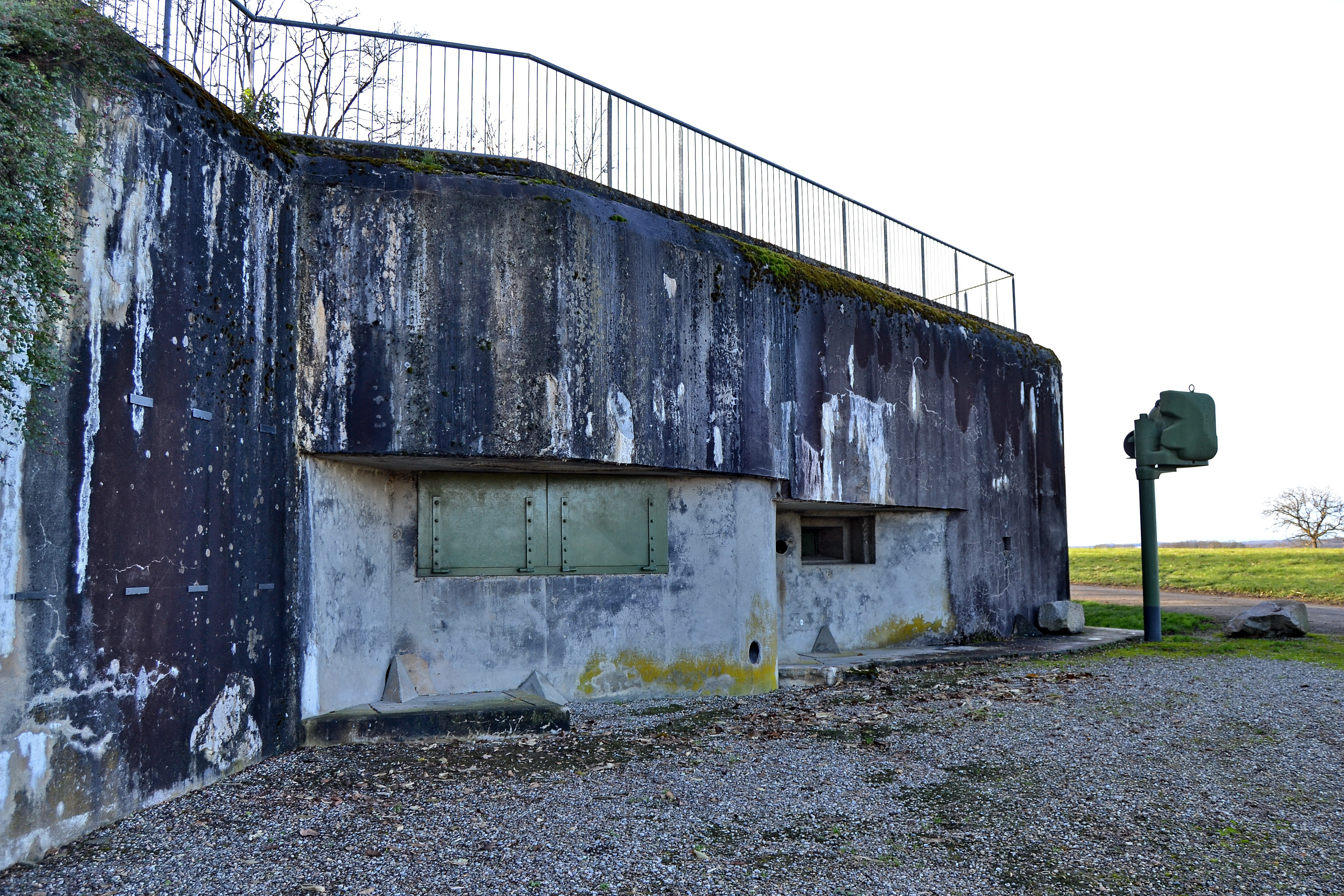
Créneaux de tir et, à droite, un projecteur d'éclairage dans son caisson blindé
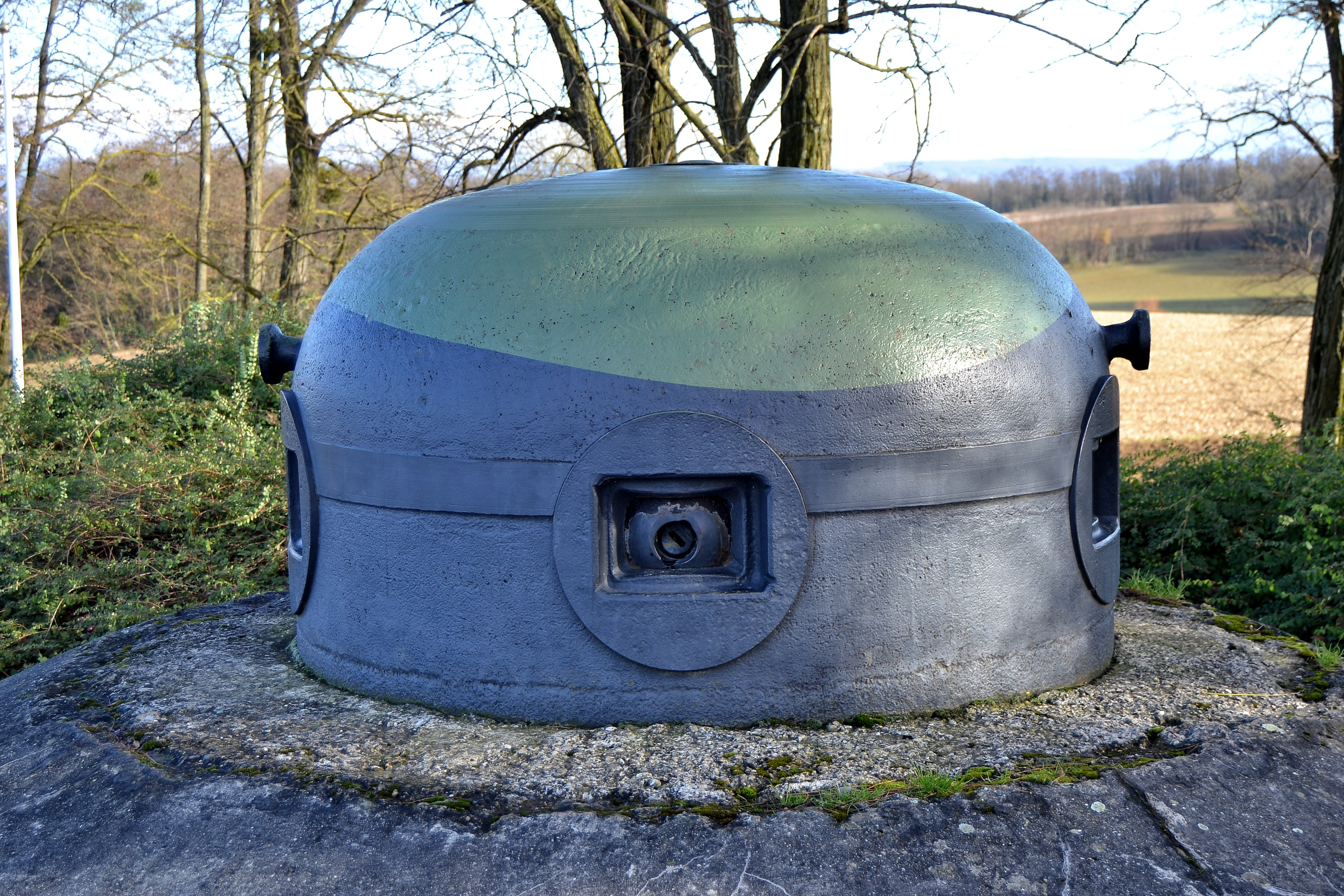
Cloche GFM type B
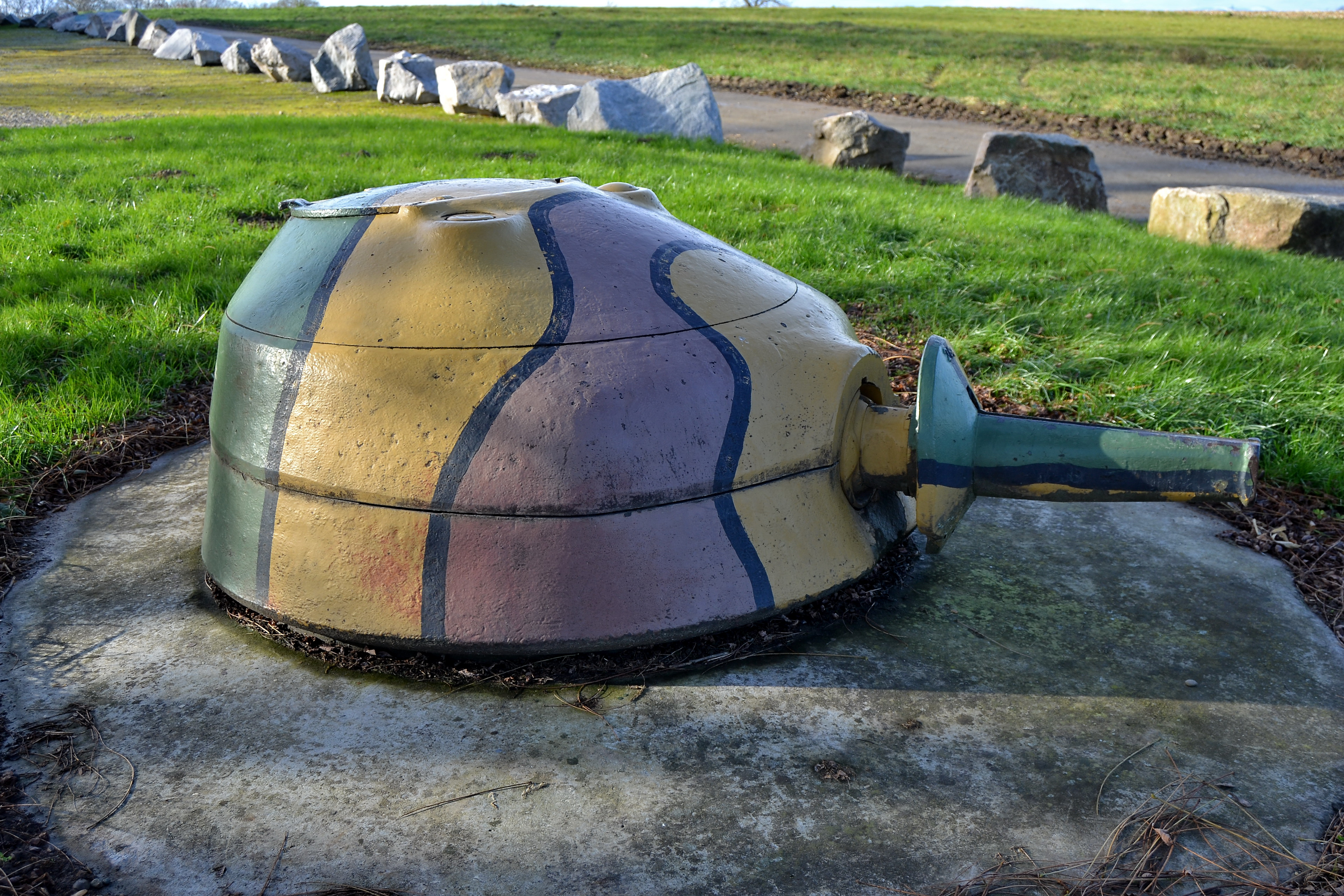
Tourelle démontable STG